# Hymenostylium kunzeanum
Hymenostylium kunzeanum är en bladmossart som beskrevs av C. Müller 1900. Hymenostylium kunzeanum ingår i släktet Hymenostylium och familjen Pottiaceae. Inga underarter finns listade i Catalogue of Life.